# Zabytki Sierakowa

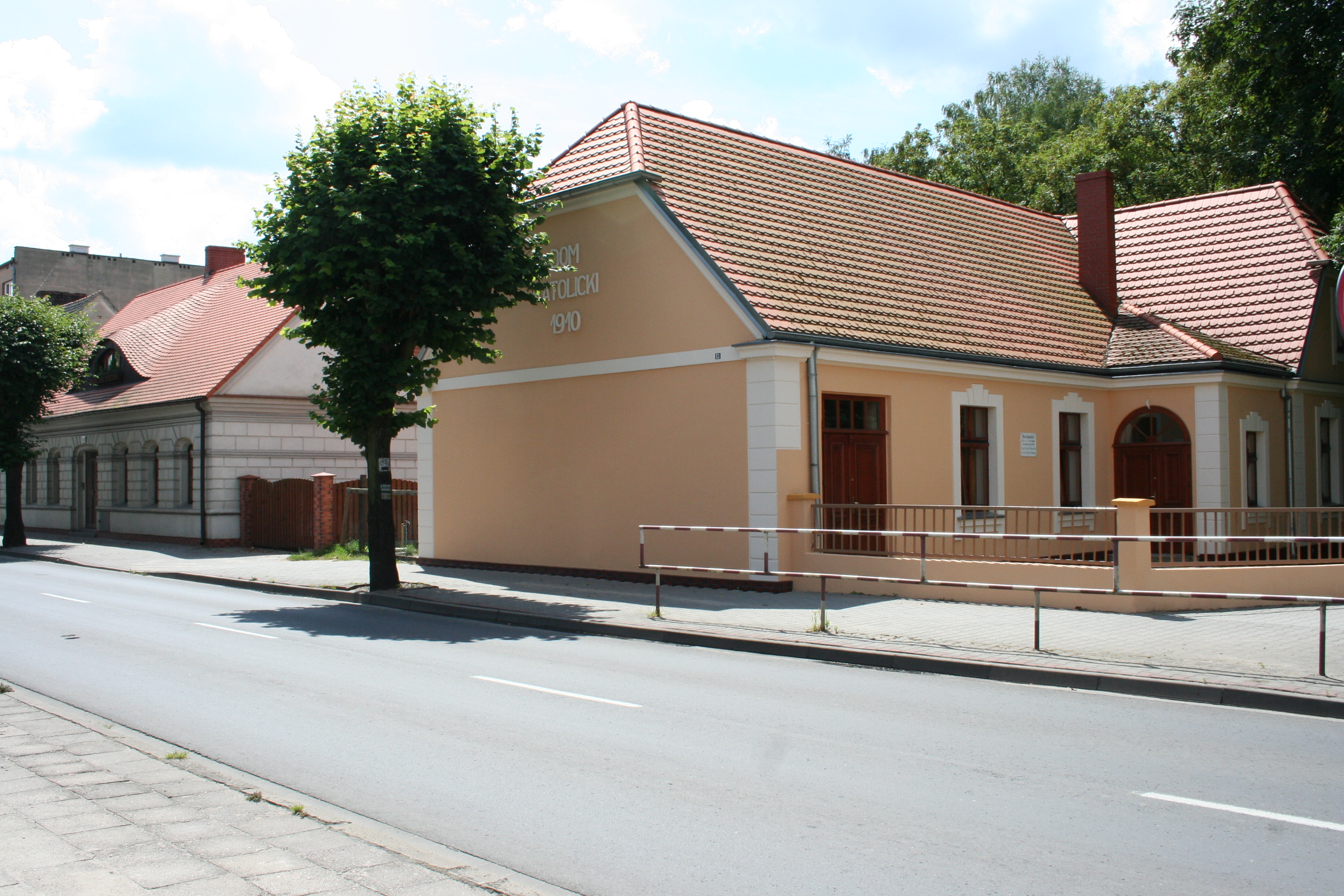
Świeżo wyremontowany dom katolicki

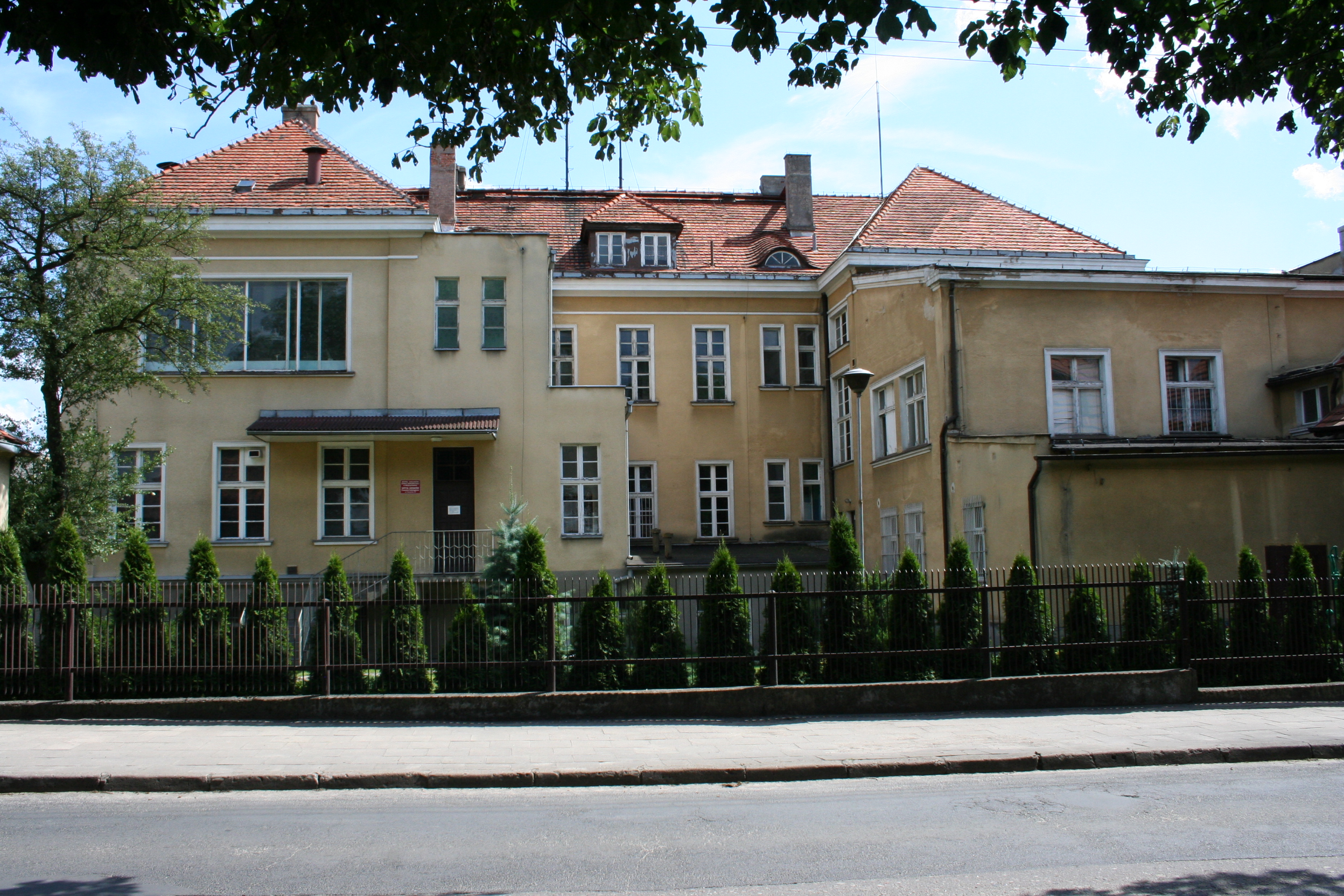
Szpital św. Józefa - dzisiejszy szpital położniczy

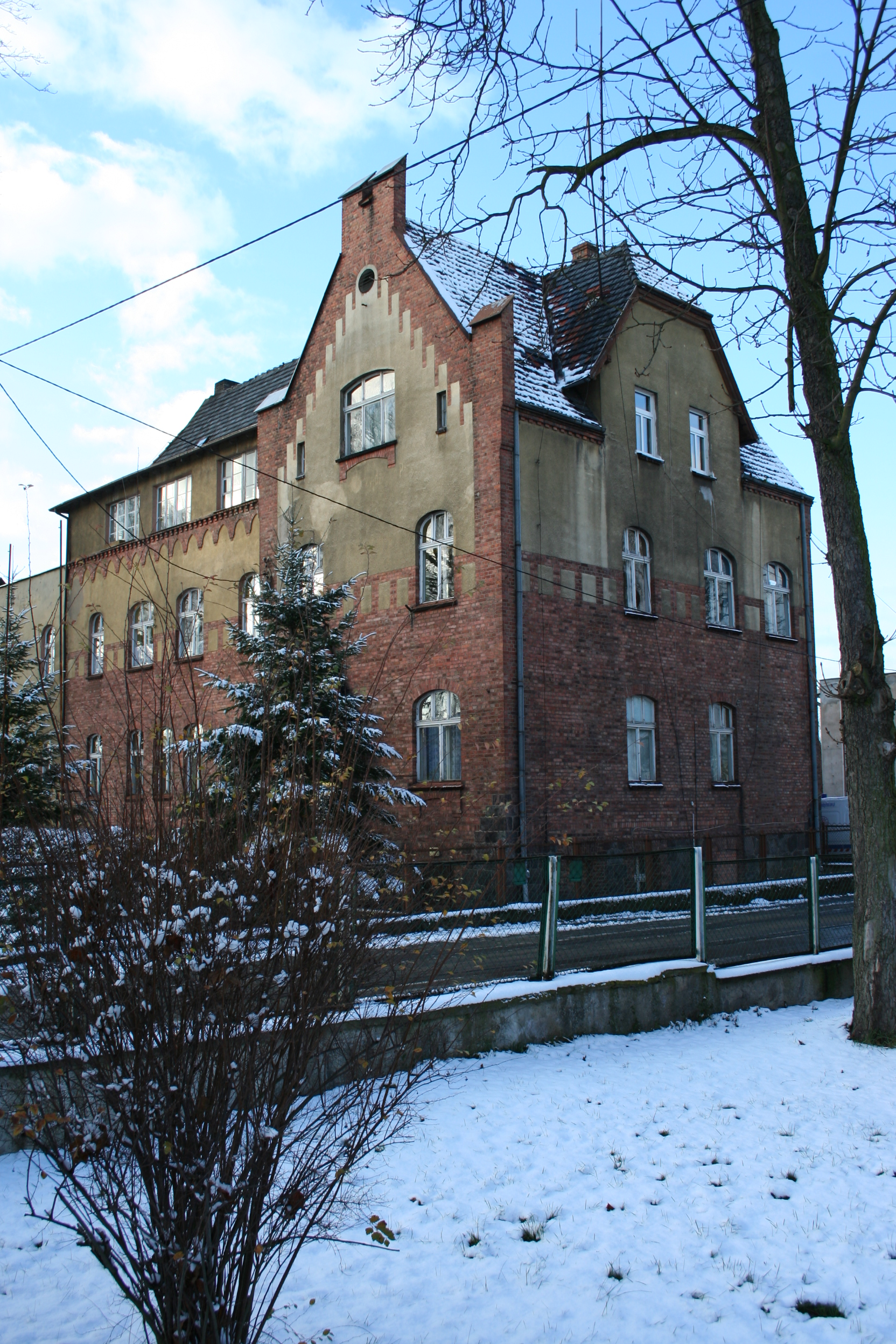
Budynek szpitala ewangelickiego - dzisiejszy ośrodek zdrowia

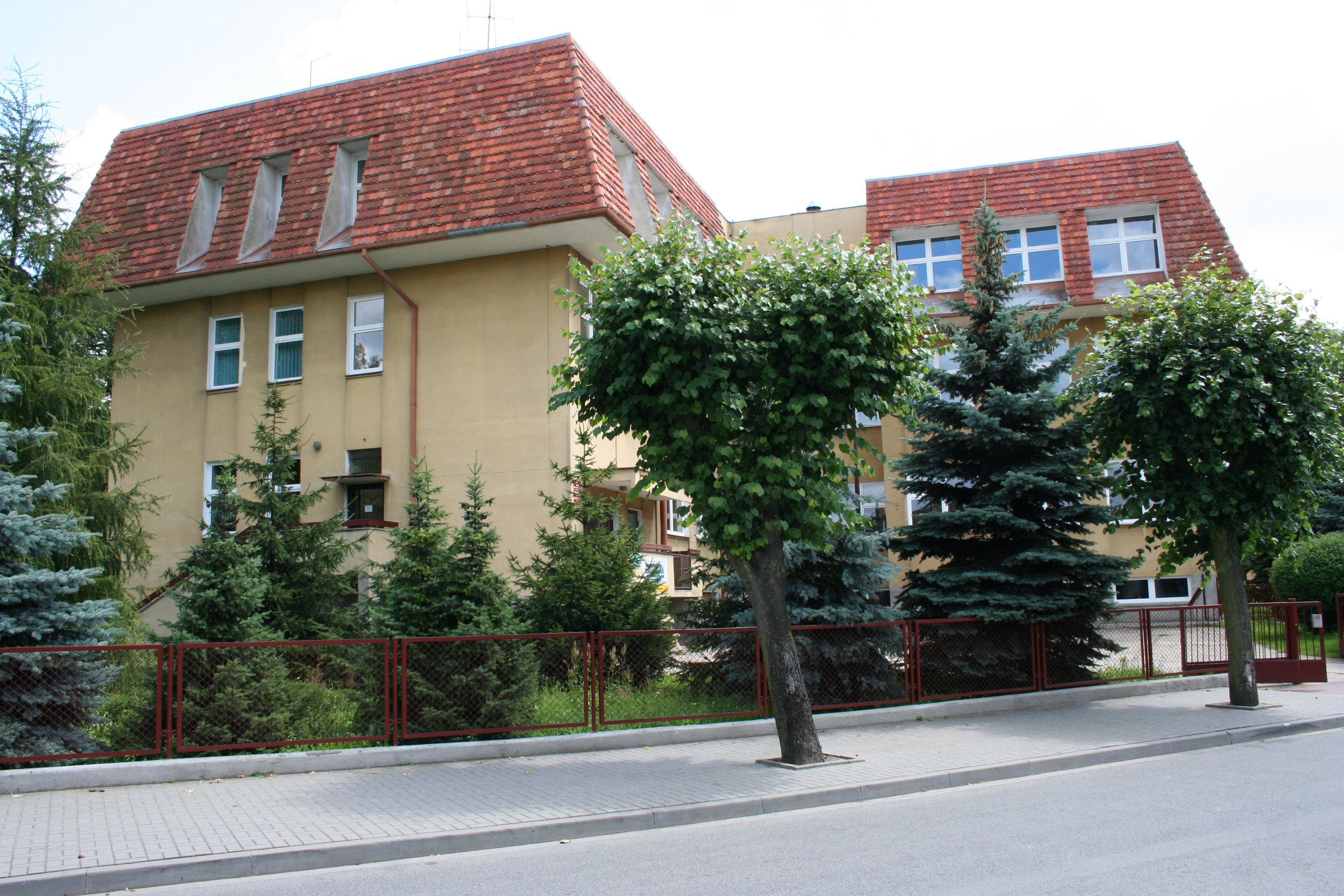
Budynek szkoły podstawowej - widok od strony ul. Bohaterów

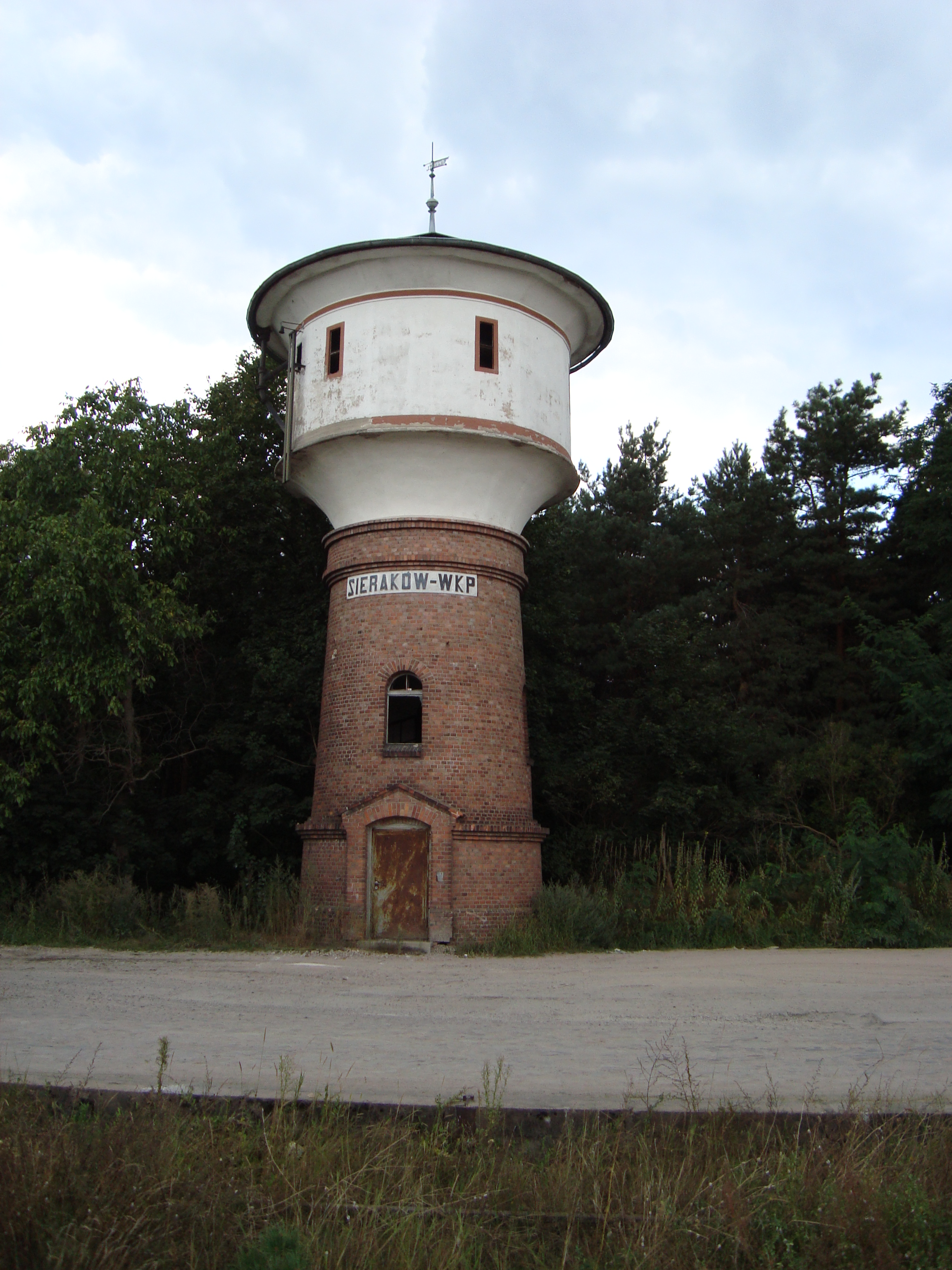
Wieża ciśnień - zespół dworca kolejowego

 Artykuł Zabytki Sierakowa to lista wszystkich zabytków zlokalizowanych w mieście Sieraków, położonym w zachodniej części woj. wielkopolskiego w powiecie międzychodzkim. 
| Datowanie | Datowanie     |
| --------- | ------------- |
|           | wiek XV-XVII  |
|           | XVIII w.      |
|           | 1 poł. XIX w. |
|           | 2 poł. XIX w. |
|           | 1 poł. XX w.  |

| zabytek                                                  | opis źródło | adres (ul.)   | datowanie        | nr ewidencyjny | nr i wpis do rejestru | obecna funkcja            | stan zachowania                                           |
| -------------------------------------------------------- | ----------- | ------------- | ---------------- | -------------- | --------------------- | ------------------------- | --------------------------------------------------------- |
| Kościół pw. NMP Niepokalanie Poczętej                    | [ 1 ]       | Poznańska 12  | 1624-1639        | 1-1518         | 2498/A 11.09.1953     | kościół parafialny        | dobry                                                     |
| Szkrzydło klasztoru- plebania                            | [ 3 ]       | Poznańska 12  | 1819             | 2-1518         | 493/A 4.02.1969       | plebania                  | bardzo dobry                                              |
| Ogrodzenie klasztorne z bramą                            | [ 4 ]       | Poznańska 12  | 2 poł. XVIII     | 3-1518         |                       | ogrodzenie z bramą        | dobry                                                     |
| Kościół ewangelicki                                      | [ 5 ]       | 8 Stycznia 12 | 1782-1785        | 4-1518         | 489/A 4.02.1969       | nieużytkowany             | trwała ruina (jesienią 2010 uległ katastrofie budowlanej) |
| Pastorówka                                               | [ 6 ]       | 8 Stycznia 12 | ~ poł. XIX w.    | 5-1518         |                       | budynek mieszkalny        | zaniedbany                                                |
| Synagoga                                                 | [ 7 ]       | Sokoła 4      | XIX/XX w.        | 6-1518         | 2229/A 4.04.1992      | budynek handlowy          | dobry                                                     |
| Dom katolicki                                            | [ 8 ]       | Poznańska 13  | 1910             | 7-1518         |                       | oświata                   | bardzo dobry                                              |
| Grobowiec rodziny Rutkowskich                            | [ 9 ]       | Daszyńskiego  | 2 poł. XIX w.    | 8-1518         |                       | grobowiec                 | dobry                                                     |
| Ogrodzenie z bramą cmentarza parafialnego                | [ 10 ]      | Daszyńskiego  | 3 ćw. XIX w.     | 9-1518         |                       | ogrodzenie z bramą        | bardzo dobry                                              |
| Pozostałości ogrodzenia i brama cmentarza ewangelickiego | [ 11 ]      | Międzychodzka | 2 poł. XIX w.    | 10-1518        |                       | park                      | zaniedbany                                                |
| Pozostałości Zamku Opalińskich                           | [ 12 ]      | Stadnina 3a   | XIV - XX w.      | 11-1518        | 302/A 17.10.1968      | muzeum                    | dobry                                                     |
| Magistrat                                                | [ 14 ]      | 8 Stycznia 38 | około 1910       | 12-1518        |                       | urząd gminy               | bardzo dobry                                              |
| Wójostwo                                                 | [ 15 ]      | Wroniecka 25  | pocz. XX w.      | 13-1518        |                       | dom mieszkalny            | dobry                                                     |
| Posterunek milicji                                       | [ 15 ]      | Poznańska 18  | pocz. XX w.      | 14-1518        |                       | dom mieszkalny            | dobry                                                     |
| Szpital Św. Ducha                                        | [ 16 ]      | Poznańska 14  | 1838 przeb. 1940 | 15-1518        | 22/Wlkp/A 26.06.2000  | dom mieszkalny            | bardzo dobry                                              |
| Szpital św. Józefa                                       | [ 17 ]      | Poznańska 40  | l. 20-30 XX w.   | 16-1518        |                       | szpital położniczy        | dobry                                                     |
| Szpital ewangelicki                                      | [ 18 ]      | Wroniecka 26  | pocz. XX w.      | 17-1518        |                       | przychodnia zdrowia       | zaniedbany                                                |
| Zakład dobroczynny św. Elżbiety                          | [ 19 ]      | Wroniecka 1   | pocz. XX w.      | 18-1518        |                       | zakon                     | bardzo dobry                                              |
| Szkoła Podstawowa (cz. zespołu szkolnego)                | [ 20 ]      | Poznańska 26  | l. 20. XX w.     | 19-1518        |                       | oświata                   | bardzo dobry                                              |
| Sala gimnastyczna (cz. zespołu szkolnego)                | [ 21 ]      | Poznańska 26  | l. 20. XX w.     | 20-1518        |                       | sportowa                  | dobry                                                     |
| Poczta                                                   | [ 22 ]      | Poznańska 69  | pocz. XX w.      | 21-1518        |                       | usługi                    | bardzo dobry                                              |
| Dworzec kolejowy                                         | [ 23 ]      | Dworcowa 1    | ok. 1907 r.      | 22-1518        |                       | budynek mieszkalny        | dobry                                                     |
| Szalety przy dworcu kolejowym                            | [ 24 ]      | Dworcowa 1    | ok. 1907 r.      | 23-1518        |                       | nieużytkowany             | zły                                                       |
| Parowozownia                                             | [ 25 ]      | Dworcowa      | ok. 1910 r.      | 24-1518        |                       | magazyn                   | zaniedbany                                                |
| Wieża ciśnień przy dworcu kolejowym                      | [ 26 ]      | Dworcowa      | ok. 1907 r.      | 25-1518        |                       | nieużytkowany             | zły                                                       |
| Dom pracowników kolei (I)                                | [ 27 ]      | Dworcowa 2    | pocz. XX w.      | 27-1518        |                       | budynek mieszkalny        | bardzo dobry                                              |
| Dom pracowników kolei (II)                               | [ 28 ]      | Dworcowa 3    | pocz. XX w.      | 28-1518        |                       | budynek mieszkalny        | bardzo dobry                                              |
| Dom pracowników kolei (III)                              | [ 29 ]      | Dworcowa 4    | pocz. XX w.      | 29-1518        |                       | budynek mieszkalny        | dobry                                                     |
| Mleczarnia                                               | [ 30 ]      | Dworcowa 5    | pocz. XX w.      | 30-1518        |                       | budynek mieszkalny usługi | bardzo dobry                                              |

## Ul. Bohaterów
Lista zabytkowych budynków mieszkalnych na ul. Bohaterów 1939 - 1945. 
| adres        | datowanie     | nr ewidencyjny | obecna funkcja            | stan zachowania | opis źródło |
| ------------ | ------------- | -------------- | ------------------------- | --------------- | ----------- |
| Bohaterów 2  | pocz. XX w.   | 31-1518        | usługi                    | dobry           | [ 31 ]      |
| Bohaterów 5  | XIX / XX w.   | 32-1518        | budynek mieszkalny usługi | dobry           | [ 32 ]      |
| Bohaterów 6  | 2 poł. XIX w. | 33-1518        | budynek mieszkalny        | dobry           | [ 33 ]      |
| Bohaterów 7  | 2 poł. XIX w. | 34-1518        | budynek mieszkalny        | bardzo dobry    | [ 34 ]      |
| Bohaterów 8  | pocz. XX w.   | 35-1518        | budynek mieszkalny        | dobry           | [ 35 ]      |
| Bohaterów 9  | pocz. XX w.   | 36-1518        | budynek mieszkalny        | bardzo dobry    | [ 36 ]      |
| Bohaterów 10 | pocz. XX w.   | 37-1518        | budynek mieszkalny        | dobry           | [ 37 ]      |

## Ul. Bolesława Chrobrego
Lista zabytkowych budynków mieszkalnych (często z dodatkową funkcją handlowo-usługową) na ulicy Chrobrego.
| adres        | datowanie         | nr ewidencyjny | obecna funkcja            | stan zachowania | opis źródło |
| ------------ | ----------------- | -------------- | ------------------------- | --------------- | ----------- |
| Chrobrego 2  | 2 poł. XIX w.     | 38-1518        | budynek mieszkalny usługi | dobry           | [ 38 ]      |
| Chrobrego 3  | 2 poł. XIX w.     | 39-1518        | budynek mieszkalny usługi | dobry           | [ 38 ]      |
| Chrobrego 4  | 2 poł. XIX w.     | 40-1518        | budynek mieszkalny usługi | dobry           | [ 39 ]      |
| Chrobrego 7  | 2 poł. XIX w.     | 41-1518        | budynek mieszkalny        | dobry           | [ 39 ]      |
| Chrobrego 8  | 2 poł. XIX w.     | 42-1518        | budynek mieszkalny        | bardzo dobry    | [ 40 ]      |
| Chrobrego 9  | 2 poł. XIX w.     | 43-1518        | budynek mieszkalny        | bardzo dobry    | [ 41 ]      |
| Chrobrego 10 | 2 poł. XIX w.     | 44-1518        | budynek mieszkalny        | dobry           | [ 42 ]      |
| Chrobrego 11 | pocz. XX w.       | 45-1518        | budynek mieszkalny        | zaniedbany      | [ 42 ]      |
| Chrobrego 25 | 2 poł. XIX w.     | 46-1518        | budynek mieszkalny        | bardzo dobry    | [ 43 ]      |
| Chrobrego 26 | 2 poł. XIX w.     | 47-1518        | budynek mieszkalny        | bardzo dobry    | [ 44 ]      |
| Chrobrego 27 | XIX / XX w.       | 48-1518        | budynek mieszkalny        | dobry           | [ 44 ]      |
| Chrobrego 28 | XIX / XX w.       | 49-1518        | budynek mieszkalny        | bardzo dobry    | [ 45 ]      |
| Chrobrego 29 | 4 ćw. XIX w.      | 50-1518        | budynek mieszkalny        | dobry           | [ 46 ]      |
| Chrobrego 30 | 4 ćw. XIX w.      | 51-1518        | budynek mieszkalny        | dobry           | [ 46 ]      |
| Chrobrego 31 | 3 ćw. XIX w.      | 52-1518        | budynek mieszkalny        | dobry           | [ 47 ]      |
| Chrobrego 32 | około poł. XIX w. | 53-1518        | budynek mieszkalny        | dobry           | [ 48 ]      |
| Chrobrego 33 | około poł. XIX w. | 54-1518        | budynek mieszkalny        | zaniedbany      | [ 48 ]      |
| Chrobrego 34 | 2 poł. XIX w.     | 55-1518        | budynek mieszkalny        | dobry           | [ 49 ]      |
| Chrobrego 35 | 2 poł. XIX w.     | 56-1518        | budynek mieszkalny        | dobry           | [ 49 ]      |
| Chrobrego 36 | 2 poł. XIX w.     | 57-1518        | budynek mieszkalny        | zaniedbany      | [ 50 ]      |
| Chrobrego 38 | 2 poł. XIX w.     | 58-1518        | budynek mieszkalny        | zaniedbany      | [ 51 ]      |
| Chrobrego 39 | pocz. XX w.       | 59-1518        | budynek mieszkalny usługi | bardzo dobry    | [ 51 ]      |

## Ul. Daszyńskiego
Lista zabytkowych budynków mieszkalnych na ulicy Daszyńskiego.
| adres           | datowanie     | nr ewidencyjny | obecna funkcja            | stan zachowania | opis źródło |
| --------------- | ------------- | -------------- | ------------------------- | --------------- | ----------- |
| Daszyńskiego 2  | poł. XIX w.   | 60-1518        | budynek mieszkalny        | dobry           | [ 52 ]      |
| Daszyńskiego 3  | pocz. XX w.   | 61-1518        | budynek mieszkalny usługi | dobry           | [ 52 ]      |
| Daszyńskiego 4  | 2 poł. XIX w. | 62-1518        | budynek mieszkalny usługi | dobry           | [ 53 ]      |
| Daszyńskiego 5  | 2 poł. XIX w. | 63-1518        | budynek mieszkalny usługi | bardzo dobry    | [ 53 ]      |
| Daszyńskiego 6  | 2 poł. XIX w. | 64-1518        | budynek mieszkalny        | dobry           | [ 54 ]      |
| Daszyńskiego 7  | 2 poł. XIX w. | 65-1518        | budynek mieszkalny        | dobry           | [ 54 ]      |
| Daszyńskiego 8  | 2 poł. XIX w. | 66-1518        | budynek mieszkalny        | dobry           | [ 55 ]      |
| Daszyńskiego 10 | 2 poł. XIX w. | 67-1518        | budynek mieszkalny        | dobry           | [ 55 ]      |
| Daszyńskiego 11 | 2 poł. XIX w. | 68-1518        | budynek mieszkalny        | dobry           | [ 56 ]      |
| Daszyńskiego 12 | 4 ćw. XIX w.  | 69-1518        | budynek mieszkalny        | dobry           | [ 56 ]      |
| Daszyńskiego 28 | l. 20. XX w.  | 70-1518        | budynek mieszkalny        | dobry           | [ 57 ]      |